# Diecezja Trivento
Diecezja Trivento (wł. Diocesi di Trivento, łac. Dioecesis Triventinus) – diecezja Kościoła łacińskiego w centralnych Włoszech, na pograniczu świeckich regionów Molise i Abruzja. Została ustanowiona w X wieku.